# 虹许路
 虹许路，是中國上海市长宁区、闵行区、徐汇区间的一条道路，以虹桥路、虹桥镇许家宅村取首字命名，其中吴中路至虹桥路段建于1947年，吴中路以南为中环路辅路工程一部分。

## 相交道路[3]
- 虹桥路
- 延安西路
- 古羊路
- 华光路
- 虹五路
- 红松东路
- 规划吴中路
- 吴中路
- 钦州北路
- 虹梅路、宜山路

## 沿路主要设施[3]
- 上海中环线
- 古北新城
- 西郊宾馆
- 老外街（徐虹铁路原虹梅路站遗址）
- 上海名都城居住小區（名都城），位於虹許路788號，由中國船舶工業第九設計研究院設計，開發商為仲盛(上海)集團，由浙江象山二建、江蘇南通一、二建施工。該住宅於1997年建成，建築總面積46.6萬平方米[4]